# Le Fousseret
Le Fousseret (em occitano:  Le Hosseret) é uma comuna francesa na região administrativa da Occitânia, no departamento do Alto Garona. Estende-se por uma área de 38.31 km², com 1.896 habitantes, segundo o censo de 2018, com uma densidade de 49 hab/km².